# دیوان عالی
- دیوان عالی ایالات متحده آمریکا
- دادگاه تجدید نظر فرانسه

- دیوان عالی فدرال سوئیس
- دادگاه عالی آرژانتین

- دیوان عالی کانادا
- دیوان عالی اسپانیا

- دیوان عالی بریتانیا
- دادگاه عالی استرالیا

- دیوان عالی هند
- دیوان عالی صلح صربستان

دیوان عالی بلندپایه‌ترین مرجع قضائی در سلسله مراتب دادگاه‌ها در بسیاری از حوزه‌های قضایی کشورها است. در بعضی کشورها این مرجع با نام‌های آخرین دادگاه، بالاترین دادگاه، دادگاه نهایی یا دادگاه تجدید نظر شناخته می‌شود. به‌طور کلی، تصمیمات دیوان عالی توسط دادگاه دیگری مورد بررسی دوباره قرار نمی‌گیرد و آخرین قضاوت توسط این مرجع صادر می‌شود. اکثر دیوان‌های عالی کشورها به عنوان دادگاه تجدید نظر عمل می‌کنند و مسئول رسیدگی به واخواهی از تصمیمات دادگاه‌های بدوی یا دادگاه‌های استیناف سطح متوسط است.
همه دیوان‌های عالی به این عنوان نامگذاری نشده‌اند. کشورهای دارای نظام حقوقی رومی-ژرمنی تمایل به داشتن دیوان عالی ندارند. علاوه بر این، بالاترین دادگاه در برخی حوزه‌های قضایی «دیوان عالی» نامیده نمی‌شود مانند دادگاه عالی استرالیا. از سوی دیگ در برخی نقاط مرجعی که «دیوان عالی» نامیده شده در واقع عالی‌ترین دادگاه نیست؛ به عنوان مثال می‌توان به دیوان عالی نیویورک، دیوان‌های عالی چندین استان کانادا و دیوان عالی سابق دادگستری انگلستان و ولز و دیوان عالی قضایی ایرلند شمالی اشاره کرد که همگی تابع دادگاه‌های تجدیدنظر عالی هستند.
ایده تشکیل دیوان عالی از طرف تدوین کنندگان قانون اساسی ایالات متحده آمریکا ارائه شد. در حین بحث دربارهٔ تفکیک قوا بین بخش‌های قانونگذاری و اجرایی در قانون اساسی آمریکا، نمایندگان کنوانسیون قانون اساسی (۱۷۸۷) مولفه‌های قوه قضاییه را تعیین کردند. در فرهنگ انگلیسی، مسائل قضایی به عنوان جنبه ای از قدرت سلطنتی (اجرایی) تلقی می‌شد بنابراین ایجاد «شاخه سوم» دولت ایده جدیدی بود. همچنین پیشنهاد شد که قوه قضائیه باید در بررسی قدرت اجرایی برای اعمال حق وتو یا تجدید نظر در قانون نقش داشته باشد.
برخی از کشورها دارای چندین دیوان عالی هستند که بر اساس گستره جغرافیایی، مکان‌های متفاوتی دارند یا محدود به حوزه‌های خاصی از حقوق هستند. برخی از کشورها با سیستم حکومتی فدرال ممکن است دارای یک دیوان عالی فدرال (مانند دیوان عالی ایالات متحده آمریکا) و دیوان عالی برای هر ایالت (مانند دیوان عالی نوادا) باشند. با این حال، کشورهای فدرال‌های دیگر مانند کانادا، ممکن است دارای یک دیوان عالی عمومی باشند که قادر به تصمیم‌گیری در مورد هر گونه مسئله حقوقی باشد. تعدادی از حوزه‌های قضایی دارای یک دادگاه قانون اساسی جداگانه هستند (که اولین بار در قانون اساسی چکسلواکی در سال ۱۹۲۰ ایجاد شد)، مانند اتریش، فرانسه، آلمان، لوکزامبورگ، پرتغال، روسیه، اسپانیا و آفریقای جنوبی.